# Candy Reynolds
Candy Reynolds (* 24. März 1955) ist eine ehemalige US-amerikanische Tennisspielerin.

## Karriere
In ihrer Profilaufbahn gewann Reynolds zunächst 1979 mit Sue Barker im Damendoppel das WTA-Turnier in Pittsburgh, 1983 dann mit ihrer Doppelpartnerin Rosalyn Fairbank die French Open; sie entschieden das Match gegen Kathy Jordan und Anne Smith mit 5:7, 7:5, 6:2 für sich. Reynolds erreichte noch die Endspiele der Australian Open 1980 (mit Ann Kiyomura) und der French Open 1981 (mit Paula Smith). Die US-Amerikanerin erreichte mit Rang 50 im Einzel (1983) und Rang 24 im Doppel (1986) ihre besten Platzierungen in der WTA-Weltrangliste. Ihr bestes Abschneiden im Einzel bei Grand-Slam-Turnieren gelang ihr bei den Australian Open, als sie dort 1980 ins Viertelfinale vorstieß.